# Огаста (Мичиген)
Огаста (енгл. Augusta) град је у америчкој савезној држави Мичиген.

## Демографија
По попису из 2010. године број становника је 885, што је 14 (-1,6%) становника мање него 2000. године.
| Група             | 2000.       | 2010.       |
| Белци             | 858 (95,4%) | 821 (92,8%) |
| Афроамериканци    | 6 (0,7%)    | 13 (1,5%)   |
| Азијати           | 2 (0,2%)    | 1 (0,1%)    |
| Хиспаноамериканци | 12 (1,3%)   | 21 (2,4%)   |
| Укупно            | 899         | 885         |